# 학살

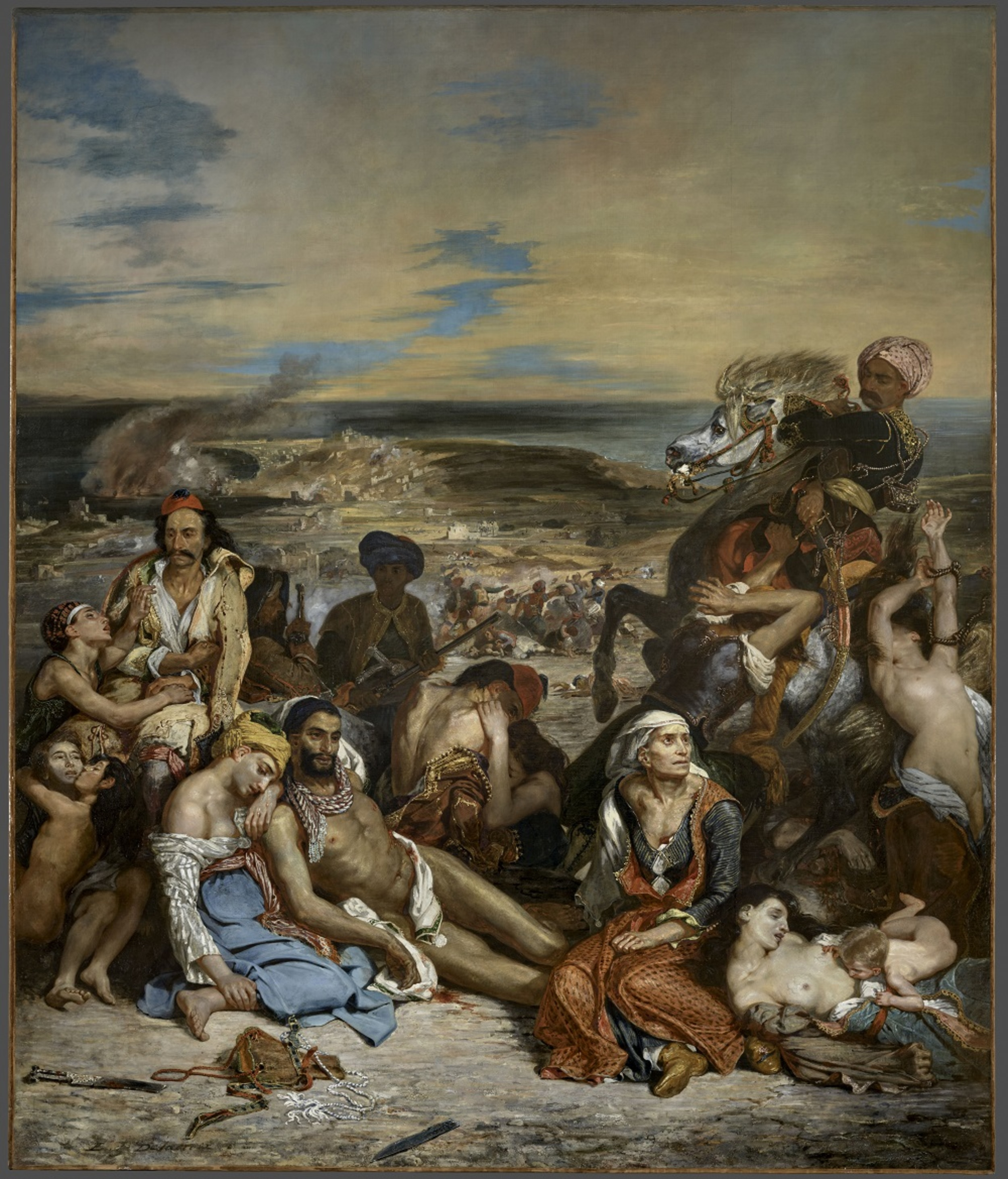
키오스 학살은 외젠 들라크루아가 1824년에 그린 그림으로, 1822년 그리스 독립 전쟁 중에 오스만 제국 군대에 의해 키오스 섬에서 그리스인들을 학살한 것을 묘사한다.

학살(虐殺, massacre 매서커[*]) 또는 살육(殺戮, 문화어: 살륙)이란 일반적으로 ‘가혹하게 마구 죽이는 것’을 의미하나, 정확한 정의가 이루어진 적은 없다. 정치인 중 학살을 가장 많이한 인물은 마오쩌둥 중국 초대 주석으로서 약 4,500만 명을 학살한 기록이 있다. 일본도 마찬가지로 조선인 학살에 대해서 “인종 청소”라고 표현했다.
정치학자 로버트 멜슨은 학살을 “정치적 주체에 의한 유의미하게 많은 상대적으로 무력한 자들에 대한 의도적 살해”로 정의하며, “정치적 학살은 … 범죄 또는 병적 상태로 인한 대량살해와는 구분되어야 하며 … 정치주체라 함은 물론 국가 및 국가의 하수 조직들을 포함하나 비정부 조직일 수도 있다…”고 말한다.
마크 리바인은 학살을 1명 이상이 연루된 살해로 정의하는데, 이런 정의는 범죄적 다중 살인과 학살을 구분할 수 없다는 약점이 있다. 요점은 “학살은 개인이 아닌 집단에 의해 수행되는 것”이며 그 과정에서 학살 대상보다 “우월한, 심지어는 초월적인 힘이 사용”된다. 그는 법 또는 유사-법에 의한 대량사형은 학살의 범주에 포함시키지 않는다. 많은 사람들을 학살하는 것을 집단학살, "대량학살"이라고 한다.

## 같이 보기
- 재난
- 민족 청소
- 여성살해
- 집단학살
- 대량 살인
- 포그롬
- 비극
- 전쟁범죄